# Columbella marrae
Columbella marrae is een slakkensoort uit de familie van de Columbellidae. De wetenschappelijke naam van de soort is voor het eerst geldig gepubliceerd in 1999 door Garcia E..